# Симкинське сільське поселення
Си́мкинське сільське поселення (рос. Симкинское сельское поселение) — муніципальне утворення у складі Великоберезниківського району Мордовії, Росія. Адміністративний центр — село Симкино.

## Населення
Населення — 344 особи (2019, 438 у 2010, 554 у 2002).

## Склад
До складу поселення входять такі населені пункти:
| Населений пункт                | Населення, осіб (2002) | Населення, осіб (2010) |
| ------------------------------ | ---------------------- | ---------------------- |
| Симкино, село                  | 498                    | 399                    |
| Симкинське лісничество, селище | 56                     | 39                     |